# Бранд, Илона
Ило́на Бранд (нем. Ilona Brand; 17 апреля 1958, Фридрихрода) — немецкая саночница, выступала за сборную ГДР во второй половине 1970-х годов. Участница зимних Олимпийских игр в Лейк-Плэсиде, серебряная и бронзовая призёрша чемпионатов Европы, участница многих международных турниров и национальных первенств.

## Биография
Илона Бранд родилась 17 апреля 1958 года в городе Фридрихрода. В молодости переехала в Оберхоф, где присоединилась к местному спортивному клубу «Форвертс» — вскоре освоила профессию саночницы и начала показывать довольно неплохие результаты. Первого серьёзного успеха в санном спорте добилась в возрасте восемнадцати лет, когда выиграла бронзовую медаль на юниорском чемпионате Европы в австрийском Игльсе. В 1978 году дебютировала в основном составе национальной сборной, на взрослом чемпионате мира в Имсте имела реальные шансы получить медаль, однако по итогам всех заездов оказалась на четвёртой позиции. Год спустя стала вице-чемпионкой ГДР и завоевала серебро на домашнем первенстве Европы в Оберхофе (золото тогда досталось её соотечественнице Мелитте Зольман).
В 1980 году Бранд вновь была второй в зачёте национального первенства, выиграла бронзовую медаль на европейском первенстве в итальянской Вальдаоре и благодаря череде удачных выступлений удостоилась права защищать честь страны на зимних Олимпийских играх 1980 года в Лейк-Плэсиде. Рассчитывала здесь на медаль, тем не менее, из-за неожиданно хорошего проезда двух советских саночниц откатилась на пятую позицию. Вскоре после этих олимпийских соревнований она приняла решение завершить карьеру спортсменки, уступив место в сборной молодым восточногерманским саночницам.